# Bahnhof Mannheim-Neckarstadt

Der Bahnhof Mannheim-Neckarstadt war von 1879 bis 1971 ein Mannheimer Endpunkt der Riedbahn. Er ist nicht zu verwechseln mit dem gleichnamigen, 1985 an anderer Stelle eröffneten Haltepunkt an der Westlichen Einführung der Riedbahn.

## Geographische Lage
Der Bahnhof erstreckte sich entlang des Neckardammes von der Kurpfalzbrücke in nordwestlicher Richtung. Sein Empfangsgebäude lag schräg gegenüber dem Bahnhof Mannheim der OEG im Winkel von Dammstraße und Kurpfalzbrücke, seitlich des alten Messeplatzes. Eine Gleisverbindung zum Hauptbahnhof Mannheim bestand zunächst nicht.

## Bezeichnung
Für den Bahnhof gibt es eine Reihe von Bezeichnungen: 
- Bahnhof Mannheim-Neckarstadt – so in den Fahrplänen und nach der Beschriftung am Bahnhof selbst.[2]
- Mannheim N.-B. (gemeint war wohl: „Mannheim Neckar(stadt)-Bahnhof“) – so die Eisenbahndirektion Mainz im innerdienstlichen Verkehr, etwa in ihrem Amtsblatt.
- Riedbahnhof – wohl umgangssprachlich.

## Geschichte
Die private Hessische Ludwigsbahn baute die Riedbahn in mehreren Abschnitten. Mannheim wurde erreicht, als eine Zweigstrecke von der ursprünglichen Strecke, die von Darmstadt nach Worms verlief, von Biblis in Richtung Süden über Waldhof in die Mannheimer Neckarstadt in Betrieb genommen wurde. Dort endete sie im Bahnhof Mannheim-Neckarstadt.
1880 wurde eine Umfahrung Mannheims mit einer Trasse von Mannheim-Waldhof über Käfertal und die Rheintalbahn fertig gestellt. Danach konnten Züge der Riedbahn auf einem Bogen im Osten Mannheims die Stadt um- und in den Mannheimer Hauptbahnhof einfahren, was sie auch zunehmend taten. Das hatte zur Folge, dass der Streckenabschnitt zwischen Mannheim-Waldhof und Mannheim-Neckarstadt betrieblich zunehmend zu einer Zweigstrecke der Riedbahn wurde. Der Bahnhof wurde 1912 an das bahneigene Telefonnetz angeschlossen, als die Bahnstrecke Mannheim–Frankfurt durchgehend Telefonanschlüsse erhielt.
Gegen Ende ihres Bestehens verkehrten nur noch Pendelzüge in dieser Relation, die allerdings zeitweise große Bedeutung im Berufsverkehr hatten. 1964 wurde die Anlage noch elektrifiziert. So verkehrten hier in den letzten Jahren des Betriebs Elektrotriebwagen der Baureihe 425. Zum Schluss wurden Strecke und Bahnhof nur noch im Berufsverkehr befahren, zum 25. September 1971 der Bahnhof im Personenverkehr stillgelegt.

## Empfangsgebäude

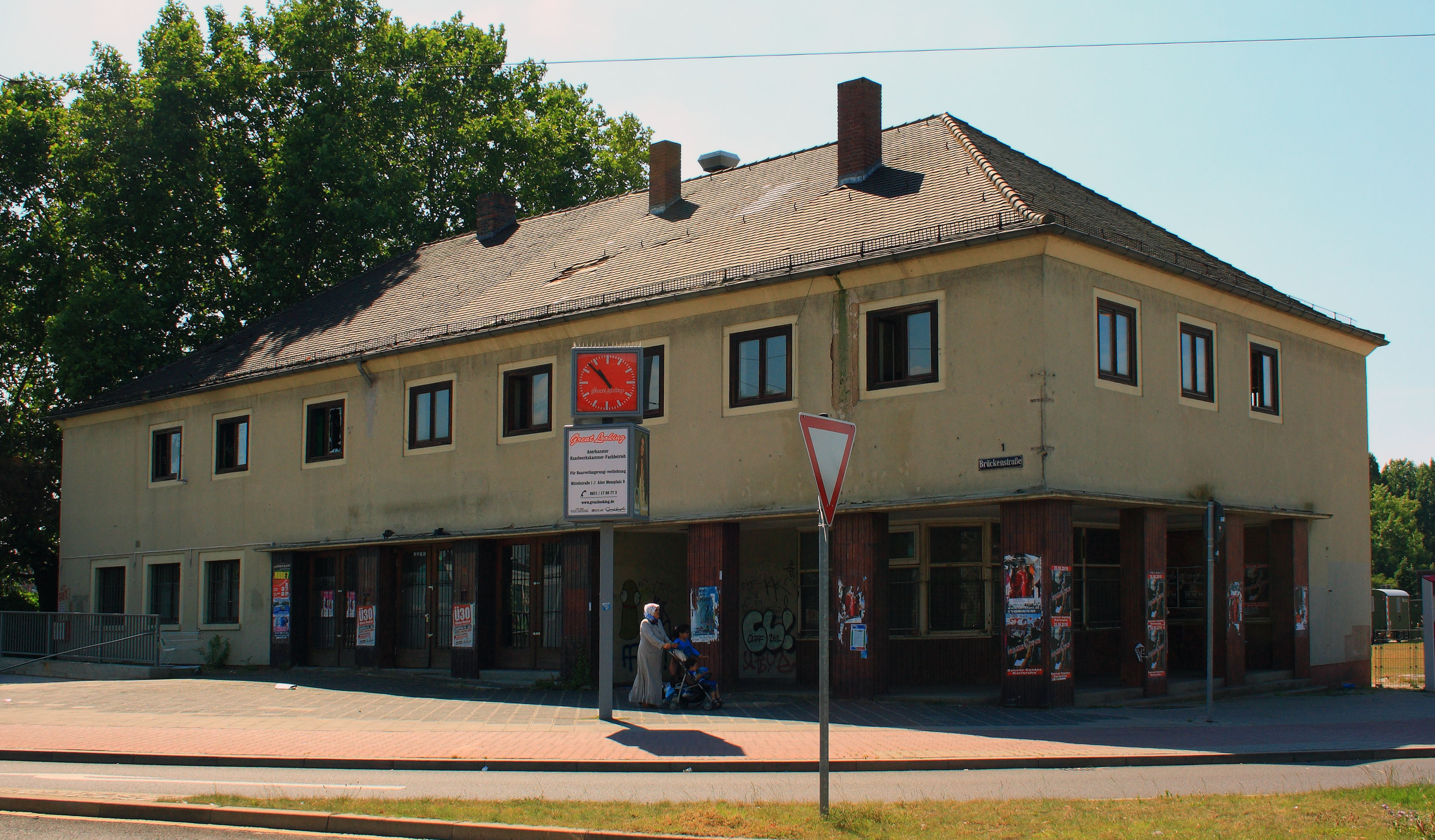
Empfangsgebäude, 1955 errichtet

Über das erste Empfangsgebäude von 1879 ist wenig bekannt. Es war ein kleiner Fachwerkbau. Dieser wurde 1901 durch einen Neubau im Stil der Neorenaissance ersetzt. Dieses Gebäude wurde im Zweiten Weltkrieg schwer beschädigt, anschließend abgetragen und 1952–1955 durch einen modernen Zweckbau ersetzt. Dieser beherbergte später eine Gaststätte, die unter „Alter Bahnhof Mannheim“ firmierte. 2011 wurde das Gebäude bei einem Brand schwer beschädigt und 2012 abgerissen.